# Kawanishi H6K
Le Kawanishi H6K est un hydravion à coque de la marine impériale japonaise fabriqué par la Kawanishi Aircraft Company et utilisé pendant la Seconde Guerre mondiale pour réaliser des patrouilles maritimes. La dénomination alliée pendant la Seconde Guerre mondiale était « Mavis », alors que la marine japonaise l'appelait « Grand navire volant type 97 » (en japonais : « 九七式大型飛行艇 »).

## Versions

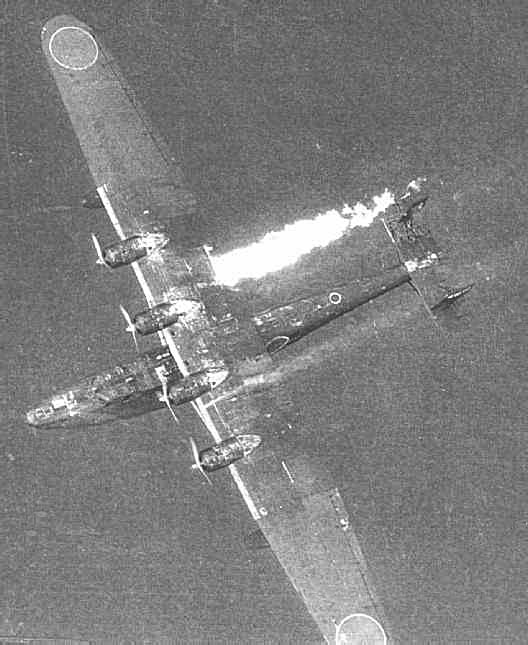
Un H6K Mavis en flammes.

- H6K1 : Prototypes avec quatre moteurs Nakajima Hikari 2. Quatre exemplaires construits ;
- H6K1 (Type 97 Model 1) : Prototypes avec des moteurs de 746 kW 1 000 ch Mitsubishi Kinsei 43. Trois appareils convertis à partir des H6K1 prototypes ;
- H6K2 Model 11 : Première version de série. Dix exemplaires construits, incluant deux H6K2-L modifiés pour le transport d'officiers ;

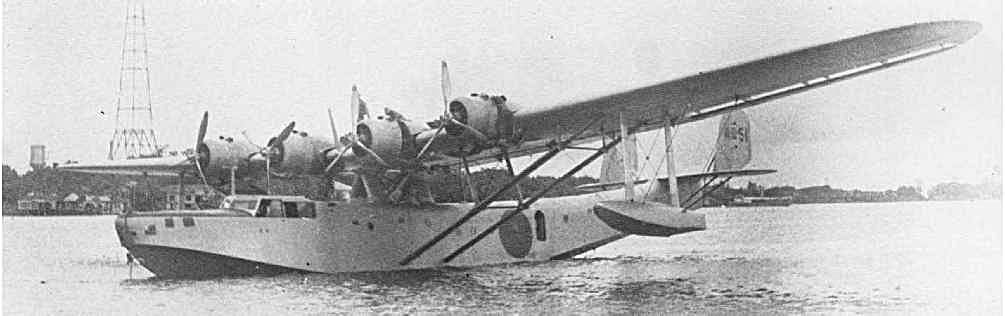
Un H6K2-L de transport.

- H6K2-L (Type 97) : Version de transport non armée du H6K2, propulsé par des Mitsubishi Kinsei 43. Seize exemplaires construits ;
- H6K3 Model 21 : Version modifiée de transport du H6K2 pour VIP et officiers de haut rang. Deux exemplaires construits ;
- H6K4 Model 22 : Principale version de série, conçue à partir du H6K2 avec un armement revu, certains équipés avec des moteurs Mitsubishi Kinsei 46 de 694 kW (930 ch). Capacité des réservoirs augmentée de 7 764 l à 13 410 l. de 100 à 127 exemplaires construits (chiffre exact non connu), incluant deux conversions en H6K4-L de transport ;
- H6K4-L : Version de transport du H6K4, similaire au H6K2-L, mais avec des moteurs Mitsubishi Kinsei 46. 20 exemplaires construits et deux convertis à partir de H6K4 ;
- H6K5 Model 23 : Version équipée avec des moteurs de 969 kW (1 300 ch) Mitsubishi Kinsei 51 ou 53 et une nouvelle tourelle supérieure fermée remplaçant le poste de tir ouvert précédent. 36 exemplaires construits.